# Huỳnh Thanh Cảnh
Huỳnh Thanh Cảnh (sinh ngày 10 tháng 11 năm 1961) là một cựu chính trị gia người Việt Nam. Ông từng là đại biểu Quốc hội Việt Nam khóa XIV nhiệm kì 2016-2021, thuộc đoàn đại biểu Quốc hội tỉnh Bình Thuận, Trưởng Đoàn đại biểu Quốc hội tỉnh Bình Thuận, Ủy viên Ủy ban Kinh tế của Quốc hội.
Ông lần đầu trúng cử đại biểu Quốc hội năm 2016 ở đơn vị bầu cử số 2, tỉnh Bình Thuận gồm có thành phố Phan Thiết và các huyện: Hàm Thuận Bắc, Hàm Thuận Nam, Hàm Tân.

## Xuất thân
Huỳnh Thanh Cảnh sinh ngày 10 tháng 11 năm 1961 quê quán ở xã Hàm Chính, huyện Hàm Thuận Bắc, tỉnh Bình Thuận. 
Ông hiện cư trú tại huyện Hàm Thuận Bắc, tỉnh Bình Thuận.

## Giáo dục
- Giáo dục phổ thông: 12/12
- Đại học chuyên ngành Quản trị Kinh doanh
- Cử nhân lí luận chính trị

## Sự nghiệp
Ngày 17 tháng 9 năm 1983, Huỳnh Thanh Cảnh gia nhập Đảng Cộng sản Việt Nam.
Ông từng là đại biểu hội đồng nhân dân tỉnh Bình Thuận nhiệm kỳ 2004-2011.
Tháng 1 năm 2014, Thủ tướng Nguyễn Tấn Dũng phê chuẩn kết quả bầu cử bổ sung chức danh Phó Chủ tịch UBND tỉnh Bình Thuận nhiệm kỳ 2011 - 2016 đối với ông Huỳnh Thanh Cảnh theo Quyết định 04/QĐ-TTg. Lúc này ông Cảnh đang là Tỉnh ủy viên, Giám đốc Sở Nông nghiệp và Phát triển nông thôn tỉnh Bình Thuận.
Khi lần đầu ứng cử đại biểu Quốc hội Việt Nam khóa 14 vào tháng 5 năm 2016 ông đang là Phó Bí thư Thường trực Tỉnh ủy Bình Thuận, làm việc ở Tỉnh ủy Bình Thuận.
Ngày 22 tháng 5 năm 2016, Huỳnh Thanh Cảnh trúng cử đại biểu quốc hội năm 2016 ở đơn vị bầu cử số 2, tỉnh Bình Thuận gồm có thành phố Phan Thiết và các huyện: Hàm Thuận Bắc, Hàm Thuận Nam, Hàm Tân, được 329.079 phiếu, đạt tỷ lệ 72,27% số phiếu hợp lệ.
Ông từng là Phó Bí thư Thường trực Tỉnh ủy, Trưởng Đoàn đại biểu Quốc hội tỉnh Bình Thuận, Ủy viên Ủy ban Kinh tế của Quốc hội Việt Nam khóa 14.
Tháng 12 năm 2021, ông được nghỉ chính sách.

## Đại biểu Quốc hội Việt Nam khóa XIV nhiệm kì 2016-2021
Ngày 22 tháng 5 năm 2016, Huỳnh Thanh Cảnh lần đầu tiên ứng cử đại biểu Quốc hội và đã trúng cử Đại biểu Quốc hội Việt Nam khóa 14 nhiệm kì 2016-2021 ở đơn vị bầu cử số 2, tỉnh Bình Thuận gồm có thành phố Phan Thiết và các huyện: Hàm Thuận Bắc, Hàm Thuận Nam, Hàm Tân, được 329.079 phiếu, đạt tỷ lệ 72,27% số phiếu hợp lệ.